# پورکان (کرج)
پورکان روستایی از توابع بخش آسارا شهرستان کرج در استان البرز ایران است. تاتی زبان مردم روستا است. اين روستا در جاده چالوس واقع شده است.

## جمعیت
این روستا در دهستان آدران قرار دارد و براساس سرشماری مرکز آمار ایران در سال ۱۳۹۵، جمعیت آن۲۶۳ نفر (۸۹خانوار) بوده‌است.